# IC 732/1
IC 732/1 је лентикуларна галаксија у сазвијежђу Лав која се налази на листи објеката дубоког неба у Индекс каталогу.
Деклинација објекта је + 20° 26' 20" а ректасцензија 11h 45m 59,7s. Привидна величина (магнитуда) објекта IC 732 износи 14,2 а фотографска магнитуда 15,1. IC 7321 је још познат и под ознакама MCG 4-28-50, CGCG 127-51, PGC 83488.